# 克拉玛依站
克拉玛依站（维吾尔语：قاراماي ۋوگزالى)，位于中华人民共和国新疆维吾尔自治区克拉玛依市克拉玛依区，是奎北铁路和克塔铁路上的火车站，于2010年3月车站开工建设、2011年10月20日开通客运，由乌鲁木齐局集团管辖。

## 車站周邊交通
截止2022年6月，可搭乘3路、7路、12路、15路前往市中心，303路可到达白碱滩区

## 歷史
- 2010年3月车站开工建设
- 2011年10月20日开通客运业务[1][2][3]

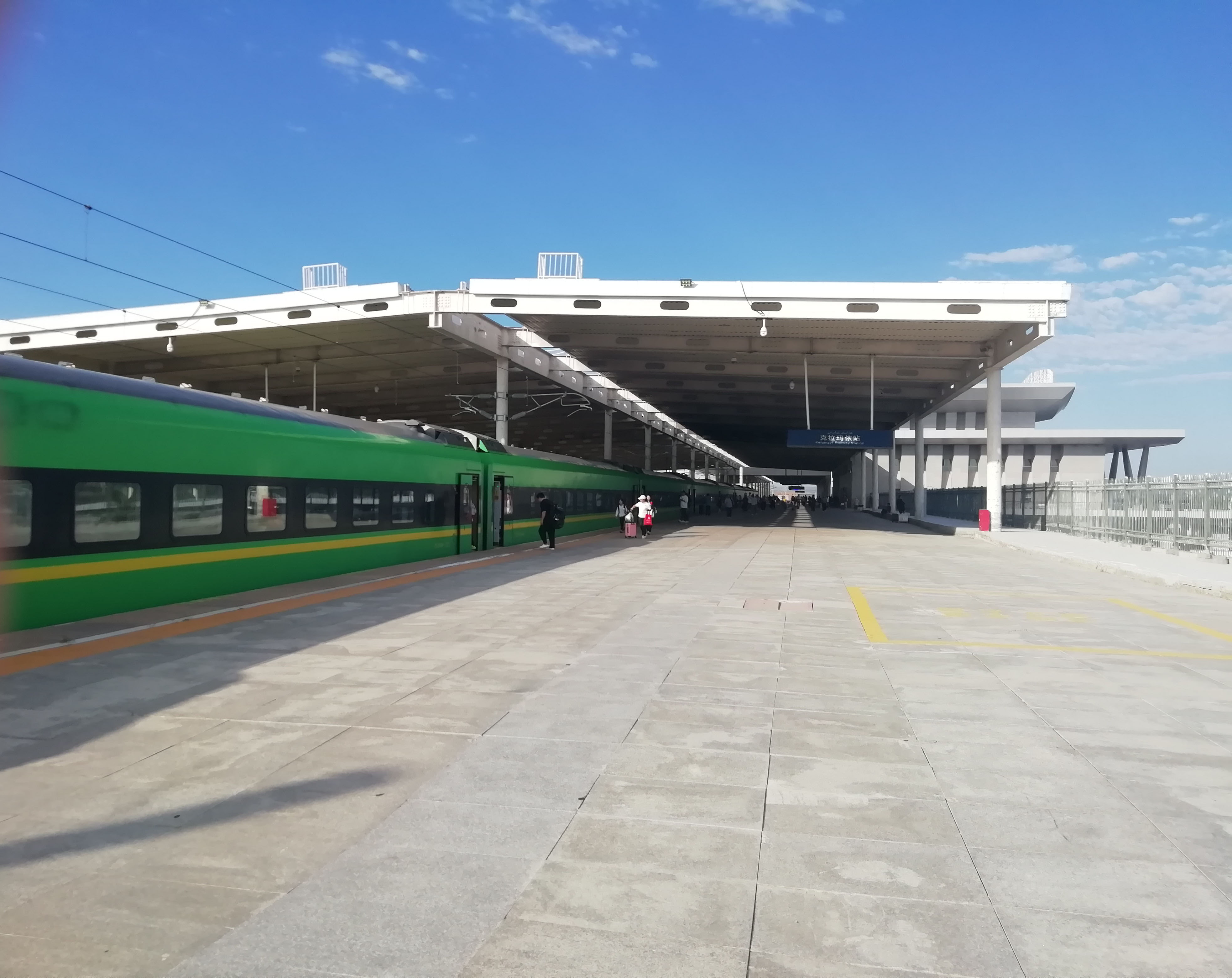
车站站台

- 2019年5月30日，克拉玛依站接入克塔铁路[4]
- 2019年11月29日，奎屯至克拉玛依段提速电气化改造工程完工，这段时速由120公里提高至160公里，并于当年12月10日开通复兴号动车组列车[5]
- 截止2022年4月，共有四对复兴号动车组列车以克拉玛依站为始发终到站

## 站线配置
| 西北↑ |      |        |  |
|       | 侧式 |        |  |
| 1道   | 1    | 到发线 |  |
| 2道   | 2    | 到发线 |  |
|       | 岛式 |        |  |
| 3道   | 3    | 到发线 |  |
| 4道   | 无   | 通过线 |  |
| 5道   | 无   | 通过线 |  |
| 东南↓ |      |        |  |